# Moyvillers
Moyvillers é uma comuna francesa na região administrativa de Altos da França, no departamento de Oise. Estende-se por uma área de 9,06 km². Em 2010 a comuna tinha 692 habitantes (densidade: 76,4 hab./km²).